# أرشيبالد وليامز
أرشيبالد وليامز (بالإنجليزية: Archibald Williams)‏ هو محامي وقاضي وسياسي أمريكي، ولد في 10 يونيو 1801 في الولايات المتحدة، وتوفي في 21 سبتمبر 1863 في نفس البلد. حزبياً، نشط في الحزب الجمهوري. وقد انتخب عضو مجلس نواب إلينوي وانتخب القاضي الفيدرالي للولايات المتحدة.